# Mykola Plawjuk

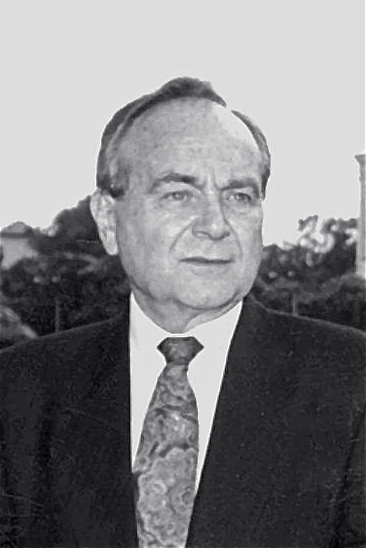
Mykola Plawjuk (undatiert)

Mykola Wassyljowytsch Plawjuk (ukrainisch Микола Васильович Плав'юк; * 5. Juni 1925 in Russiw, Woiwodschaft Stanisławów, Polen; † 10. März 2012 in Hamilton, Kanada) war ein ukrainischer, nationalistischer Politiker und Anführer der OUN(m) in Kanada und Schriftsteller.

## Leben
Mykola Plawjuk war von 1966 bis 1971 Vizepräsident des Ukrainian Canadian Congress.
Vom 8. Dezember 1989 bis zum 22. August 1992 war Plawjuk der letzte Vorsitzende des Direktoriums der Ukrainischen Volksrepublik (Präsident der ukrainischen Exilregierung). Am 22. August 1992 übergab er die Insignien der Volksrepublik Ukraine (ZUNR) an Leonid Krawtschuk, den demokratisch gewählten Präsidenten der 1991 gegründeten unabhängigen Ukraine und erkannte gleichzeitig diese als legalen Nachfolger der Volksrepublik Ukraine an. Von 1979 bis 2012 war er Vorsitzender der Organisation Ukrainischer Nationalisten.

## Ehrungen
- 1996 ukrainischer Verdienstorden[3]
- 2002 Orden des Fürsten Jaroslaw des Weisen II. Klasse[4]
- 2007 Orden des Fürsten Jaroslaw des Weisen I. Klasse[5]